# Mylabris pallipes
Mylabris pallipes là một loài bọ cánh cứng trong họ Meloidae. Loài này được Olivier miêu tả khoa học năm 1811.